# Nicolae Buicliu
Nicolae Buicliu (* 6. September 1906 in Corabia, Rumänien; † 18. April 1974 in Bukarest) war ein rumänischer Komponist und Musikpädagoge.

## Leben und Wirken
Nicolae Buicliu stammt aus einer armenischen Familie. Er besuchte Schulen in Corabia und in Caracal und erlangte 1925 in Craiova das Baccalauréat. Anschließend studierte er Philologie an der Universität Bukarest und machte einen Abschluss in Ästhetik. Gleichzeitig studierte er von 1926 bis 1934 an der Nationalen Musikuniversität Bukarest Harmonik und Kontrapunkt bei Alfonso Castaldi, Formenlehre und Orchestrierung bei Demetrius Cuclin und Musikgeschichte bei Constantin Brăiloiu. Nach dem Studium arbeitete er von 1935 bis 1946 als Musiklehrer in Călărași; in dieser Zeit studierte er von 1937 bis 1938 in Paris an der École César-Franck bei Albert Bertelin und Guy de Lioncourt. Von 1946 bis 1949 war er Musiklehrer an der Musikschule Bukarest.
Ab 1949 war er bis zu seinem Tod Professor für Kontrapunkt an der Nationalen Musikuniversität in Bukarest. Zu seinen Schülern gehören Felicia Donceanu, Smaranda Oțeanu-Bunea, George Draga und Petru Stoianov. 1952 bis 1954 war er Herausgeber des von der rumänischen Komponistenvereinigung Uniunea Compozitorilor și Muzicologilor din România herausgegebenen Magazins Muzica.
Nicolae Buicliu komponierte mehrere Sinfonien (z. B. Rustica in a-Moll, 1940; A Republicii in F-Dur, 1950), Kammer- und Instrumentalmusik (z. B. Streichquartett in g-moll, 1933; festliche Ouvertüre, 1951; Quintett für Bläser, 1951; Violinkonzert, 1958) und die lyrische Oper Doamna Chiajna in drei Akten (1970 beendet), für die er zusammen mit der Mezzosopranistin Elena Cernei nach einer Erzählung von Alexandru Odobescu auch das Libretto schrieb und die 1973 in seinem Beisein zur Saisoneröffnung an der Opera Națională București uraufgeführt wurde.

## Auszeichnungen
- 1933: Premiul George Enescu (George-Enescu-Preis) für Komposition für das Streichquartett in g-moll
- 1951, 1952: Premiul de Stat (Staatspreis)
- 1957: Maestru Emerit al Artei (Verdienter Meister der Kunst)
- Ordinul Meritul Cultural (Kultur-Verdienst-Orden)

## Diskografie
- N. Buicliu, Werke von Nicolae Buicliu (Konzert für Violine und Orchester und Quintett für Bläser), Radio-Symphonie-Orchesters Bukarest, Dirigent Constantin Bobescu, Electrecord, Bukarest o. J.[2]